# Kanton Chambéry-1
Der Kanton Chambéry-1 ist ein französischer Wahlkreis für die Wahl des Départementrats im Département Savoie in der Region Auvergne-Rhône-Alpes. Durch die landesweite Neuordnung der französischen Kantone wurde er 2015 neu geschaffen und umfasst neben einem Teil der Präfektur Chambéry und dessen nördlich gelegene Vorortgemeinde Sonnaz. Das Bureau centralisateur befindet sich in Chambéry.

## Gemeinden
Der Kanton besteht aus zwei Gemeinden und Gemeindeteilen mit insgesamt 23.663 Einwohnern (Stand: 2022) auf einer Gesamtfläche von 21,57 km²:
| Gemeinde          | Einwohner 1. Januar 2022 | Fläche km² | Dichte Einw./km² | Code INSEE | Postleitzahl |
| ----------------- | ------------------------ | ---------- | ---------------- | ---------- | ------------ |
| Chambéry          | 21.557                   | 14,78      | 1.459            | 73065      | 73000        |
| Sonnaz            | 2.106                    | 6,79       | 310              | 73288      | 73000        |
| Kanton Chambéry-1 | 23.663                   | 21,57      | 1.097            | 7307       | –            |

1. ↑   Nur der nordwestliche Teil der Gemeinde, der Rest verteilt sich auf die Kantone Chambéry-2 und Chambéry-3.

## Politik
| Vertreter im Départementsrat | Vertreter im Départementsrat    | Vertreter im Départementsrat |
| Amtszeit                     | Namen                           | Partei                       |
| ---------------------------- | ------------------------------- | ---------------------------- |
| 2015–2021                    | Colette Bonfils                 | DVG                          |
| 2015–2020                    | Thierry Repentin                | PS                           |
| 2020–2021                    | Gaëtan Pauchet                  | PS                           |
| 2021–                        | Claudine Bonilla Gaëtan Pauchet | PS                           |